# Kunstkop

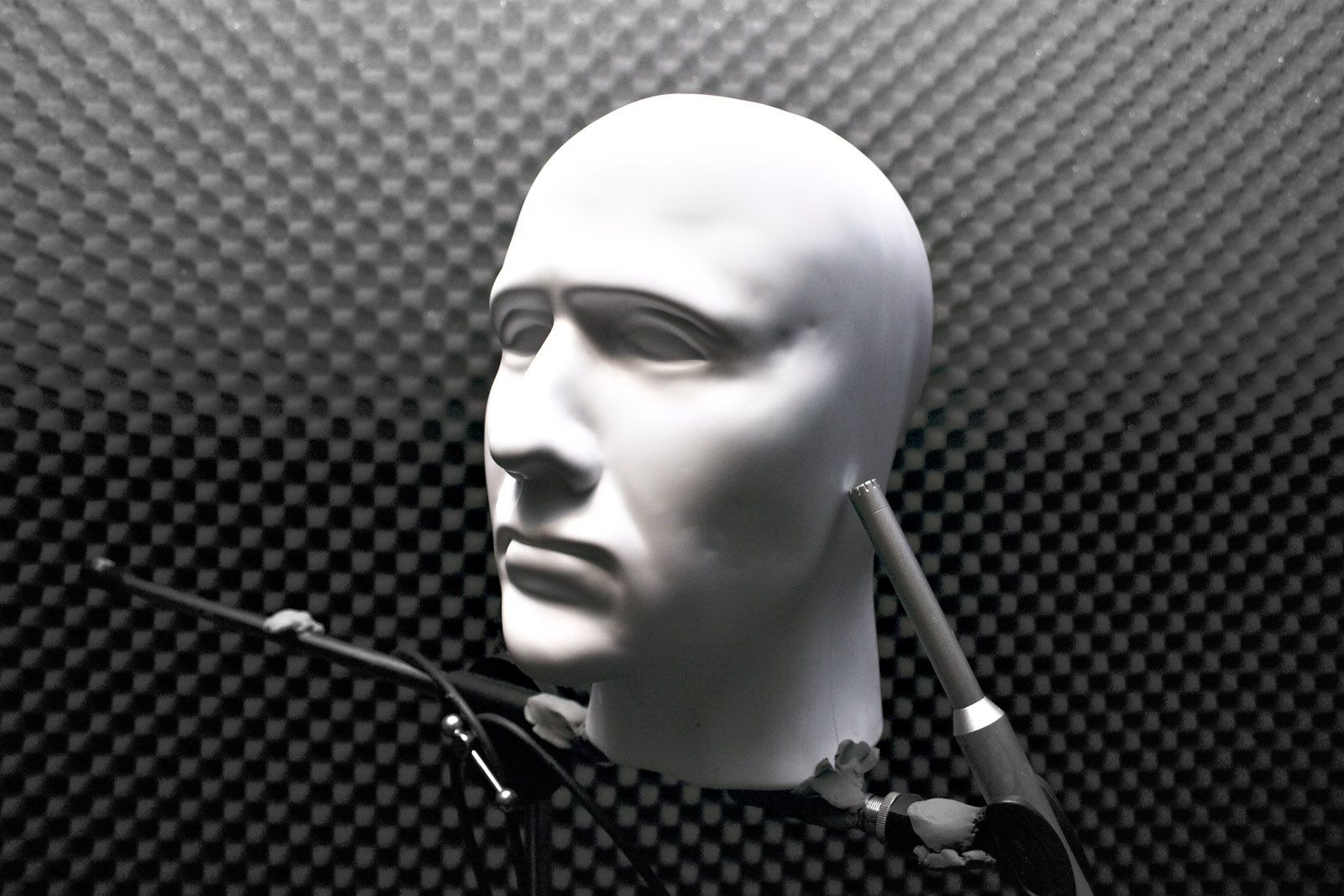
Een kunsthoofd

Een kunstkop of kunsthoofd is een stereo-opnametechniek die gebruikmaakt van een kunstmatig hoofd waarin op de plaats van de oren twee microfoons gemonteerd zijn. Dergelijke opnamen, beluisterd via een hoofdtelefoon, geven een zeer realistisch geluidsbeeld, dat echter aanmerkelijk minder is als het via luidsprekers beluisterd wordt.